# Gabriele di Santa Maria Magdalena
Gabriele di Santa Maria Magdalena (* 24. Januar 1893 in Belgien als Hadrian de Vos; † 15. März 1953 in Rom) war ein römisch-katholischer Priester und Karmelit.

## Leben
Er trat 1910 bei den Unbeschuhten Karmeliten ein. Er empfing am 20. Dezember 1919 die Priesterweihe. Er studierte in Löwen und am Angelicum in Rom. Seit 1926 wirkte er als Professor der Theologie und Vizerektor an der Pontificia Facultas Theologica Teresianum, wo er ab 1931 bis zu seinem Tod Askese und Mystik lehrte. 1944 gründete er die Zeitschrift Vita Carmelitana, die 1947 in Rivista di vita spirituale umbenannt wurde. 1945 berief ihn Pius XII. als Konsultor in die Ritenkongregation.

## Schriften (Auswahl)
- Geheimnis der Gottesfreundschaft. Band 1. Vom ersten Sonntag im Advent bis zum Karsamstag. Wien 1960, OCLC 632727193.
- Geheimnis der Gottesfreundschaft. Band 2. Vom Ostersonntag bis zum neunten Sonntag nach Pfingsten. Wien 1959, OCLC 632727222.
- Geheimnis der Gottesfreundschaft. Band 3. Vom zehnten bis letzten Sonntag nach Pfingsten. Wien 1966, OCLC 720172340.
- Vom Beten zum Schauen. Führung auf dem Weg zur Vollkommenheit nach der heiligen Theresia von Jesus. Paderborn 1962, OCLC 314404152.
- Das Herzensgebet. Kleiner Katechismus. München 1963, OCLC 720152994.